# Tamás Szőnyi
Tamás Szőnyi (* 23. Juli 1957 in Budapest) ist ein ungarischer Mathematiker, der sich mit endlicher Geometrie befasst.

## Leben
Szönyi studierte 1976 bis 1981 an der Loránd-Eötvös-Universität (Diplom-Arbeit Mathieu-csoportok geometriája, Die Geometrie der Mathieugruppen) und wurde dort 1987 bei Ferenc Kárteszi promoviert (Teljes ívek Galois-geometriákban, Vollständige Bögen in Galois-Geometrien). 1991 erhielt er an der Ungarischen Akademie der Wissenschaften den Kandidatentitel (Aszimptotikus eredmények a véges geometriákban, Asymptotische Resultate in endlichen Geometrien) und 2001 den Doktortitel (Kombinatorikus problémák a Galois-geometriákban, Kombinatorische Probleme in der Galois-Geometrie). 1981 bis 1987 war er Forschungsassistent am Informatik-Institut der Ungarischen Akademie der Wissenschaften, 1987 bis 1990 forschte er für die Ungarische Akademie der Wissenschaften in der Fakultät für Informatik der Eötvös-Universität, an der er ab 1992 Professor war (ab 2004 mit voller Professur). Außerdem war er 1994 bis 1997 in Teilzeit Professor an der Attila-Jozsef-Universität in Szeged.

## Preise und Auszeichnungen
- 1988 Preis des SZTAKI-Instituts[2]
- 1988 Paul-Erdős-Preis[2]
- 2012 Ehrenkreuz des Ungarischen Verdienstordens[3]
- 2013 Tibor-Szele-Gedenkmedaille[4]
- 2020 Széchenyi-Preis[5]

## Schriften
- mit György Kiss Endliche Geometrien (ungarisch), Polygon Kiadó, Szeged 2001